# 多亮
多亮（1985年8月4日—），回族，中国歌手。2005年出道至今发行4张专辑。他因参加2012年浙江卫视《中国好声音》第一季并最终挺進那英组4强、全国16强而竄紅。2014年，他获得了“2014年度新城國語力頒獎禮新城國語力全國偶像奖”。

## 主要经历
- 1986年 出生于新疆克拉玛依一个普通家庭
- 2005年 发行单曲《跟我出走》
- 2006年 大学毕业，到北京北漂
- 2007年 签约EQ唱片，并发行单曲《我爱你要你》
- 2008年 发行单曲《万世之爱》
- 2009年 发行单曲《半忧伤》
- 2010年 发行EP专辑《半》，同年参加浙江卫视《非同凡响》比赛进入总决赛15强[1]
- 2011年 发行EP专辑《相信》
- 2012年 参加浙江卫视《中国好声音》并获得那英组四强[2]、全国16强，同年发行ep《多原话》
- 2013年 发行专辑《全面回忆》，并获得深圳卫视《中国音超》优秀男歌手奖[3]
- 2014年 参加安徽卫视《我为歌狂》[4]获得三甲，同年获得“2014年度新城國語力頒獎禮新城國語力全國偶像奖”，随后参加南京青奥会闭幕式[5]演出[6]。
- 2020年 網劇《傳聞中的陳芊芊 The Romance of Tiger and Rose》OST（插曲）〈結伴〉-崔子格&多亮

## 影视作品
- 2012年 电视剧《明星实习生》客串赵君
- 2013年 电视剧《我的极品是前任》客串前任男友
- 2013年 微电影《捉音者》饰演多多

## 主要荣誉
- 2012.9 《中国好声音》那英组4强、全国16强、“梦想的力量”荣誉奖
- 2013.1 《音乐先锋榜》2012年度“先锋新人奖”
- 2013.8 《新城国语力颁奖礼2013》获“最佳演绎奖奖”“内地新人王奖”
- 2014.8 《新城国语力颁奖礼2014》获“新城國語力歌曲奖”“新城國語力全國偶像”